# Geophagus

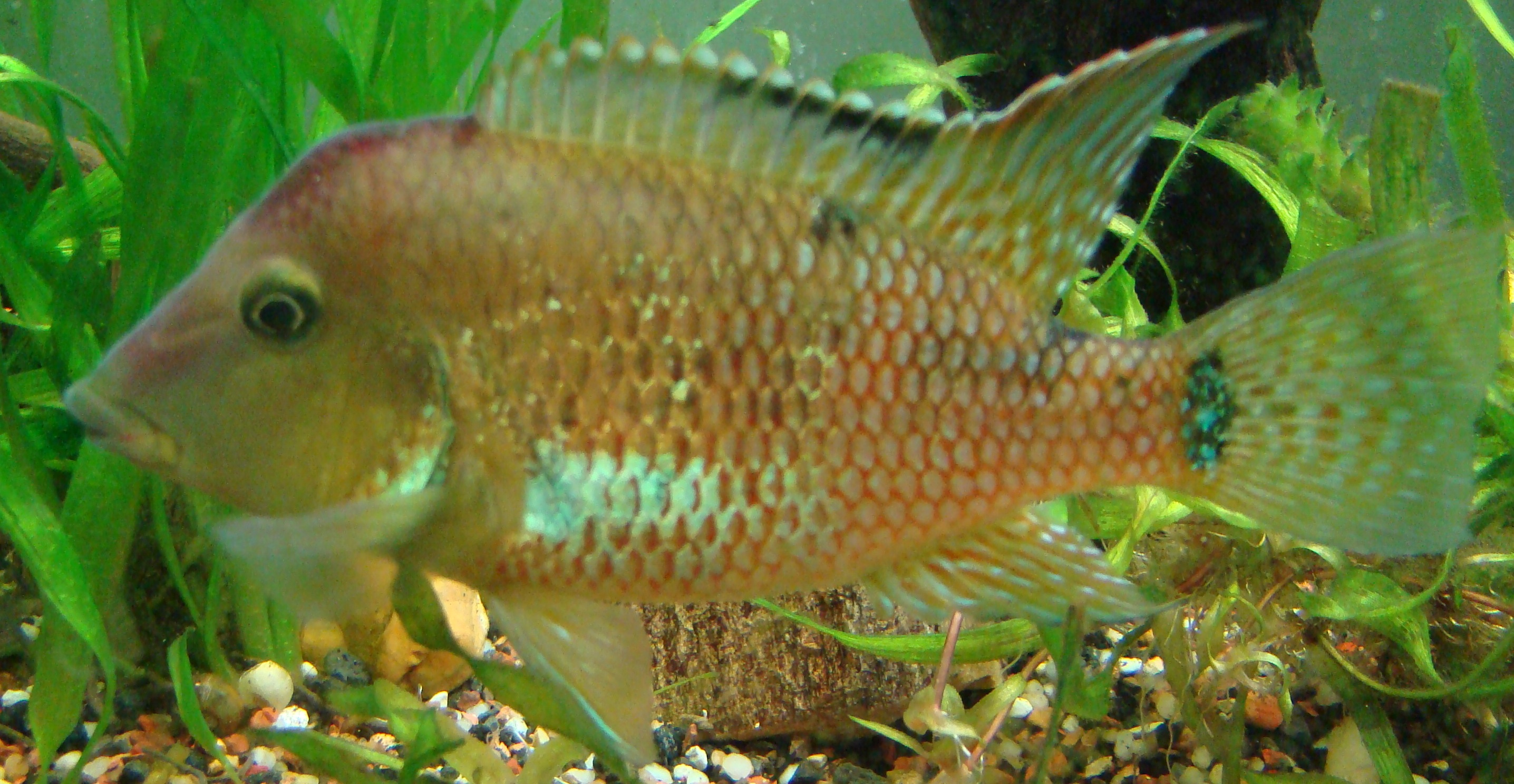
Львиноголовый геофаг (Geophagus steindachneri)

Geophagus (лат.) — род пресноводных лучепёрых рыб из семейства цихловых.
Размеры геофагусов от 7,6 до 28 см. Окраска достаточно яркая с пятнами или поперечными полосами на боках и яркоокрашеными плавниками, красноватыми или зелёно-голубыми с мелкими перламутровыми пятнами. Самцы ярче и крупнее самок. Распространены в пресных водоёмах Южной Америке, в основном в бассейнах крупных рек. Плодовитость составляет до 500 икринок. Производители (чаще самец) через 1—2 суток забирают икру с субстрата в рот, и через 8—10 дней выпускают молодь. Условия содержания в аквариуме: температура воды +24…+30 °С, рН = 6,0—7,2, жёсткость воды dH до 12°. Для нереста используют нерестовики размером 100 х 40 х 40 см. В неволе рыбы живут 5—6 лет.

## Классификация
В роде Geophagus 31 вид:
- Geophagus abalios López-Fernández & Taphorn, 2004
- Geophagus acuticeps Heckel, 1840
- Geophagus altifrons Heckel, 1840
- Geophagus argyrostictus Kullander, 1991
- Geophagus brachybranchus Kullander & Nijssen, 1989
- Geophagus brasiliensis (Quoy & Gaimard, 1824) — Бразильский землеед[2]
- Geophagus brokopondo Kullander & Nijssen, 1989
- Geophagus camopiensis Pellegrin, 1903 — Геофаг Камопи[2]
- Geophagus crassilabris Steindachner, 1876 — Красноплавничный землеед[2]
- Geophagus dicrozoster López-Fernández & Taphorn, 2004
- Geophagus gottwaldi Schindler & Staeck, 2006
- Geophagus grammepareius Kullander & Taphorn, 1992
- Geophagus harreri Gosse, 1976 — Геофаг Харрера[2]
- Geophagus iporangensis Haseman, 1911
- Geophagus itapicuruensis Haseman, 1911
- Geophagus jurupari Heckel, 1840
- Geophagus megasema Heckel, 1840 — Большепятнистый землеед[2]
- Geophagus obscurus (Castelnau, 1855) — Тёмный землеед[2]
- Geophagus parnaibae Staeck & Schindler, 2006
- Geophagus pellegrini Regan, 1912 — Геофаг Пеллегрина[2]
- Geophagus proximus (Castelnau, 1855) — Перуанский геофаг[2]
- Geophagus steindachneri Eigenmann & Hildebrand, 1910 — Львиноголовый геофаг[2]
- Geophagus surinamensis (Bloch, 1791) — Пламенный геофаг[2]
- Geophagus taeniopareius Kullander & Royero, 1992
- Geophagus winemilleri López-Fernández & Taphorn, 2004